# Biman Bangladesh Airlines
Biman Bangladesh Airlines  (bengalisch বিমান বাংলাদেশ Bimān Bāṃlādeś) ist die staatliche Fluggesellschaft Bangladeschs mit Sitz in Dhaka und Basis auf dem Flughafen Dhaka.

## Geschichte

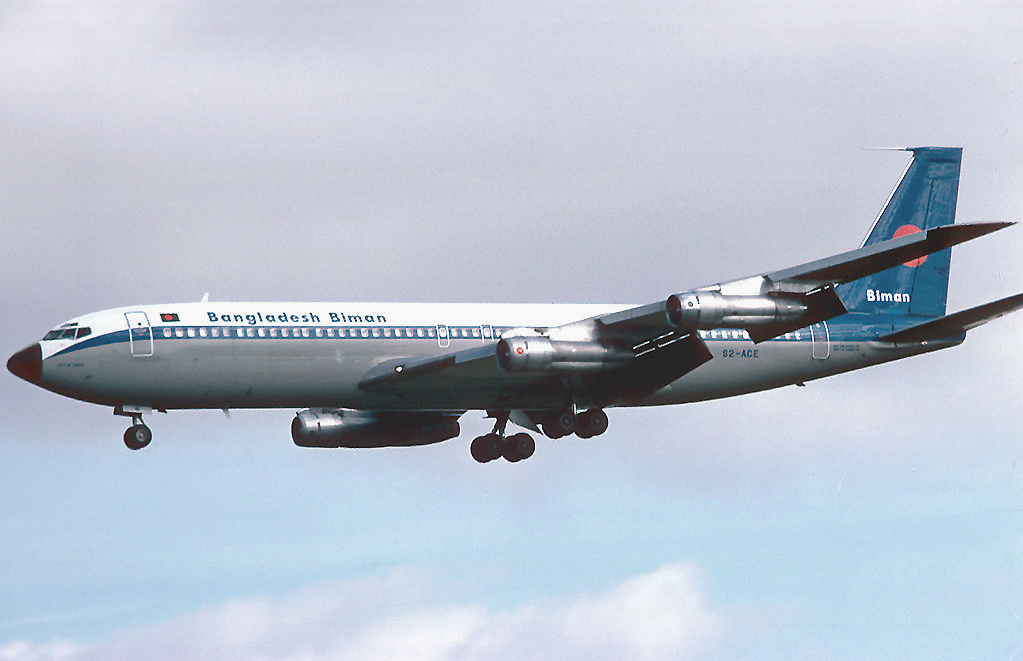
Boeing 707 der Biman Bangladesh Airlines im Jahr 1981

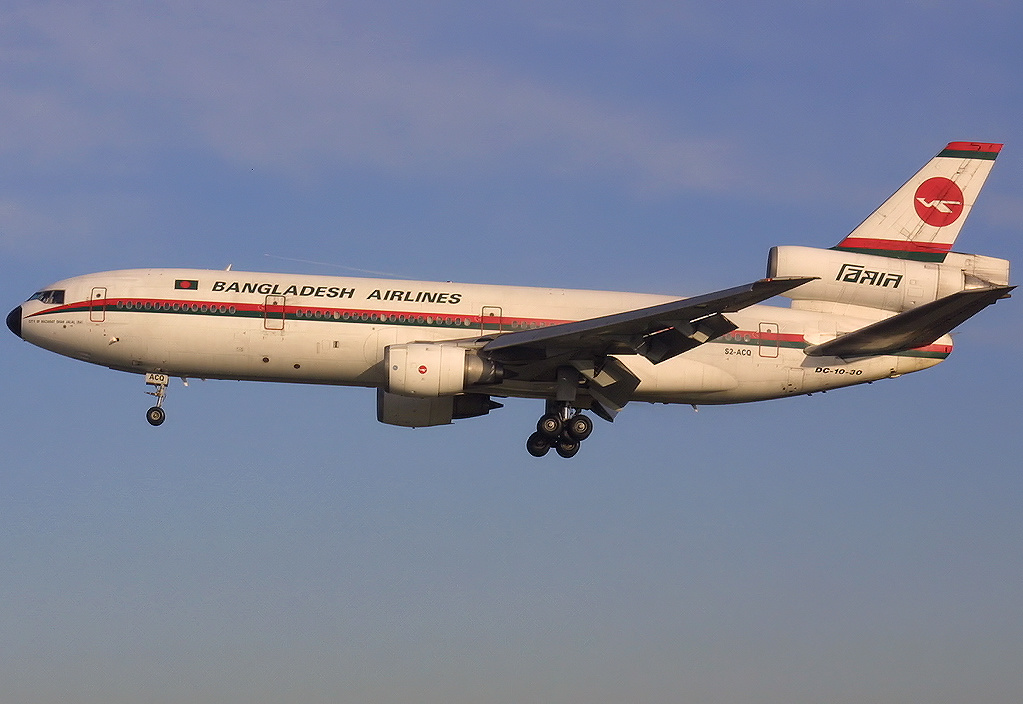
McDonnell Douglas DC-10-30 der Biman Bangladesh Airlines

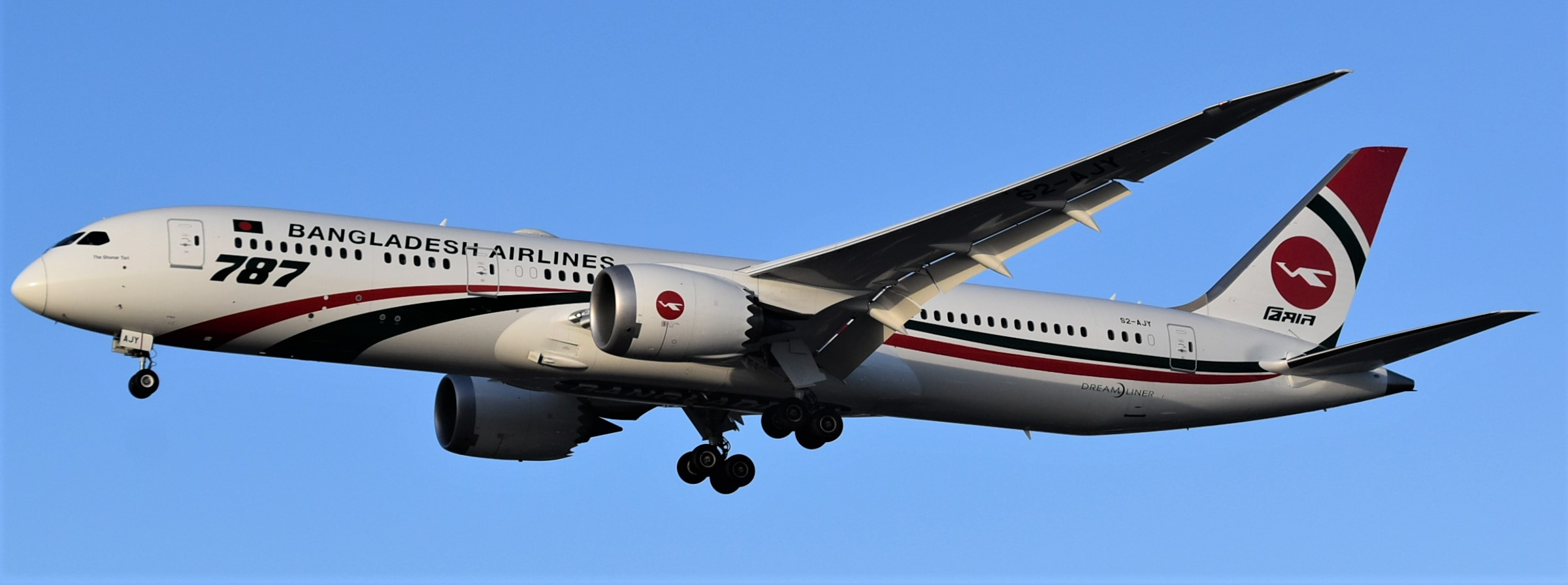
Boeing 787-9 der Biman Bangladesh Airlines im Jahr 2020

Biman Bangladesh wurde am 4. Januar 1972 gegründet und unternahm die ersten Flüge im Februar desselben Jahres mit einer Douglas DC-3 aus dem Zweiten Weltkrieg, die der Fluggesellschaft von den bengalischen Streitkräften geschenkt wurde. Kurze Zeit später wurden eine Boeing 707 und eine Fokker F-27 erworben, mit denen die Durchführung internationaler Flüge möglich wurde.
Der Name Biman kommt vom bengalischen Wort biman, was übersetzt „Flugzeug“ bedeutet und ursprünglich aus dem Sanskrit stammt – vimāna ist eine Bezeichnung für eine in der alten vedischen Literatur erwähnte fliegende Maschine.
Im August 2006 gab die Gesellschaft bekannt, einen Teil ihrer internationalen Flüge einstellen zu müssen, weil sie die Kosten für Reparaturen an fünf ihrer damals 13 Flugzeuge nicht aufbringen konnte. Die Fokker F28 waren zu diesem Zeitpunkt bis zu ihrer Ausmusterung 2013 mit Baujahr 1977 die ältesten Flugzeuge der Flotte, die beiden 1996 neu erworbenen Airbus A310-300 die jüngsten. Biman Bangladesh war zudem die weltweit letzte Fluggesellschaft, die die McDonnell Douglas DC-10 im Passagierdienst einsetzte, nachdem Northwest Airlines ihre letzten Exemplare 2007 ausgemustert hatte. Unter anderem betrieb sie die vorletzte überhaupt hergestellte Passagier-DC-10. Ihr erstes Exemplar erhielt Biman am 16. August 1983.
Auf Grund der zunehmenden Unzuverlässigkeit speziell der älteren Maschinen hatte Biman bei der Regierung bereits mehrfach Vorschläge zum Erwerb neuer Flugzeuge eingereicht; zuletzt unterbreitete man im Jahr 2005 Pläne zum Kauf von Boeing 777 und Airbus A330 im Wert von insgesamt einer Milliarde US-Dollar – diese Pläne wurden jedoch wegen fehlender finanzieller Mittel nicht in die Tat umgesetzt. Am 22. April 2008 gab die Fluggesellschaft jedoch schließlich die Bestellung von je vier Flugzeugen der Typen Boeing 777-300ER und 787-8 bekannt.
Im Januar 2010 führte die Gesellschaft mit einer neu in die Flotte aufgenommenen Boeing 737-800 ein neues Farbschema ein., Bereits wenige Monate später wurden sowohl das neue Farbschema als auch das neue Logo jedoch wieder durch das alte Corporate Design ersetzt. Im selben Jahr wurden mehrere mittlerweile wieder abgegebene Boeing 777 geleast mit einem Durchschnittsalter von 10,0 Jahren.
Am 25. Oktober 2011 erhielt die Gesellschaft ihre erste neue Boeing 777-300ER, die gleichzeitig das 300. ausgelieferte Exemplar dieses Flugzeugtyps ist. Die zweite Maschine folgte am 22. November 2011. Mit der 777-300ER führt die Gesellschaft gleichzeitig nach der zurückgezogenen Version 2010 erneut eine neue Farbgebung für die Flugzeuge ein. Die Maschinen sind außerdem erstmals in der Geschichte der Gesellschaft mit persönlichem Inflight Entertainment ausgestattet.
Vom 22. bis 24. Februar 2014 feierte die Fluggesellschaft nach dem letzten Linienflug am 20. Februar mit mehreren Rundflügen ab Birmingham die Ausmusterung ihrer letzten McDonnell Douglas DC-10. Die Maschine war die letzte noch im Liniendienst befindliche Passagier-DC-10 weltweit, sie wurde durch eine neue Boeing 777-300ER ersetzt. Ursprünglich war geplant, die Maschine als Ausstellungsstück in die USA zu überführen, was jedoch kurzfristig abgesagt wurde – die Maschine wurde stattdessen in Dhaka verschrottet.
Zum 27. Oktober 2014 wurde die Einstellung der Flüge von Dhaka nach Frankfurt angekündigt, die erst einige Monate zuvor aufgenommen worden waren.

## Flugziele

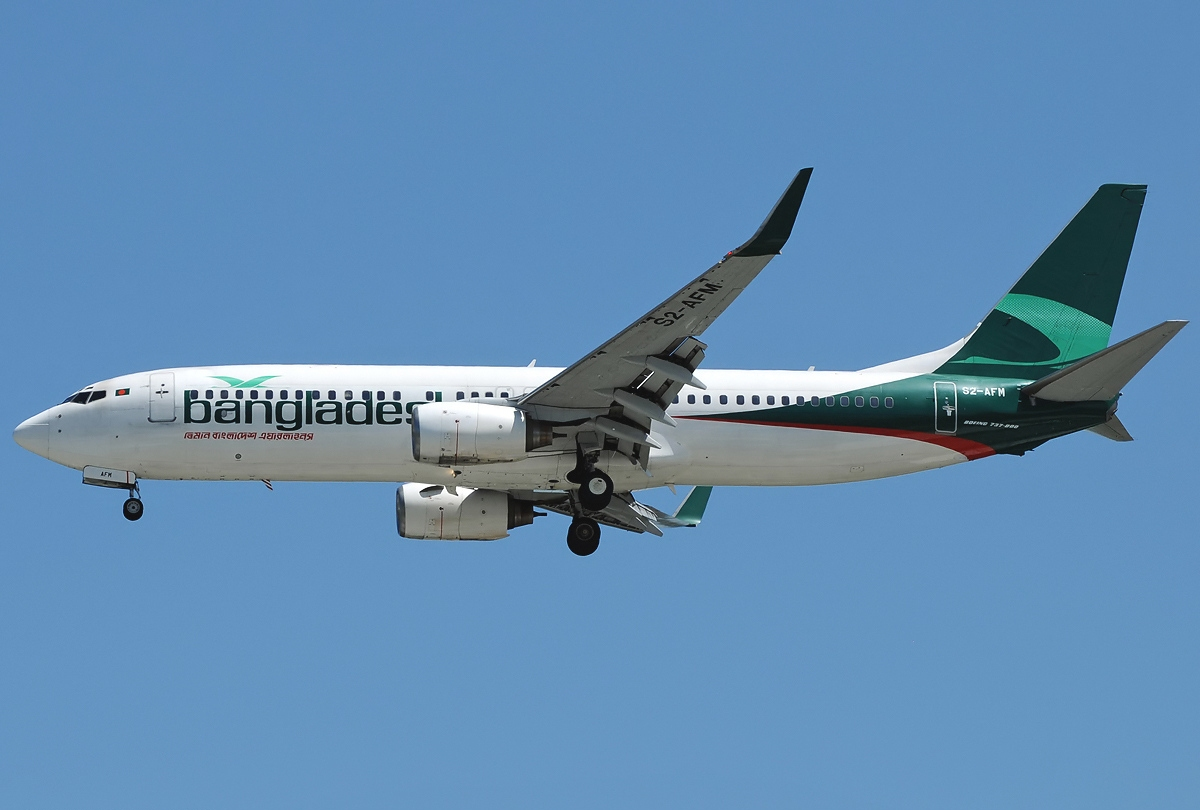
Boeing 737-800 der Biman Bangladesh Airlines in der kurzzeitig neu eingeführten Bemalung

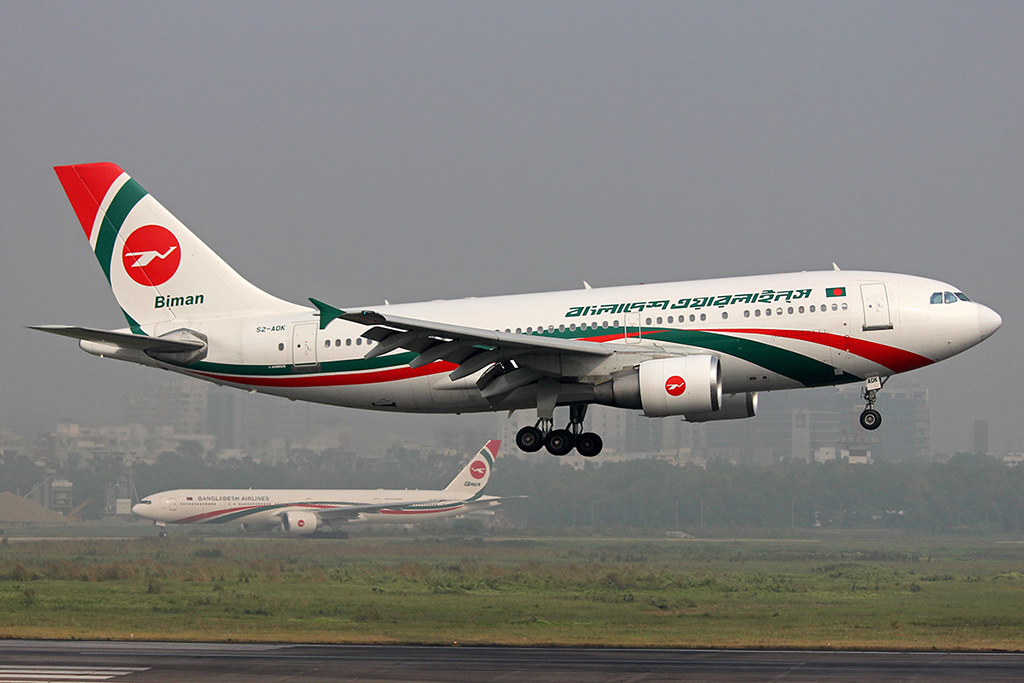
Airbus A310-300 der Biman Bangladesh Airlines

Die Fluggesellschaft bedient mehrere Inlandsverbindungen innerhalb Bangladeschs und darüber hinaus zahlreiche Verbindungen nach Asien sowie nach Europa und den Mittleren Osten. Aufgrund niedriger Auslastung wurden die Flüge zum einzigen deutschsprachigen Ziel Frankfurt nach nur sechs Monaten Ende Oktober 2014 wieder eingestellt.

## Flotte

### Aktuelle Flotte
Mit Stand April 2024 besteht die Flotte der Biman Bangladesh Airlines aus 21 Flugzeugen mit einem Durchschnittsalter von 9,7 Jahren:
| Flugzeugtyp            | Anzahl | bestellt | Anmerkungen                     | Sitzplätze (Business/Eco+/Eco) | Durchschnittsalter |
| ---------------------- | ------ | -------- | ------------------------------- | ------------------------------ | ------------------ |
| Boeing 737-800         | 06     |          | mit Winglets ausgestattet       | 162 (12/–/150)                 | 14,8 Jahre         |
| Boeing 777-300ER       | 04     |          | eine inaktiv                    | 419 (35/–/384)                 | 11,3 Jahre         |
| Boeing 787-8           | 04     |          | Erstauslieferung im August 2018 | 271 (24/–/247)                 | 05,1 Jahre         |
| Boeing 787-9           | 02     |          |                                 | 298 (30/21/247)                | 04,6 Jahre         |
| De Havilland DHC-8-400 | 05     |          | eine inaktiv                    | 74 (–/–/74)                    | 07,8 Jahre         |
| Gesamt                 | 21     | –        |                                 |                                | 09,7 Jahre         |

### Ehemalige Flugzeugtypen
In der Vergangenheit setzte Biman Bangladesh Airlines bereits folgende Flugzeugtypen ein:
- Airbus A310
- Airbus A330
- BAe ATP
- Boeing 707
- Boeing 737-300
- Boeing 747
- Boeing 767
- Douglas DC-8
- McDonnell Douglas DC-10-30
- Fokker F-27
- Fokker F28

## Zwischenfälle
In ihrer Geschichte verzeichnet Biman Bangladesh sieben Zwischenfälle mit Flugzeugverlusten, von denen bei zwei auch Todesopfer zu verzeichnen waren:

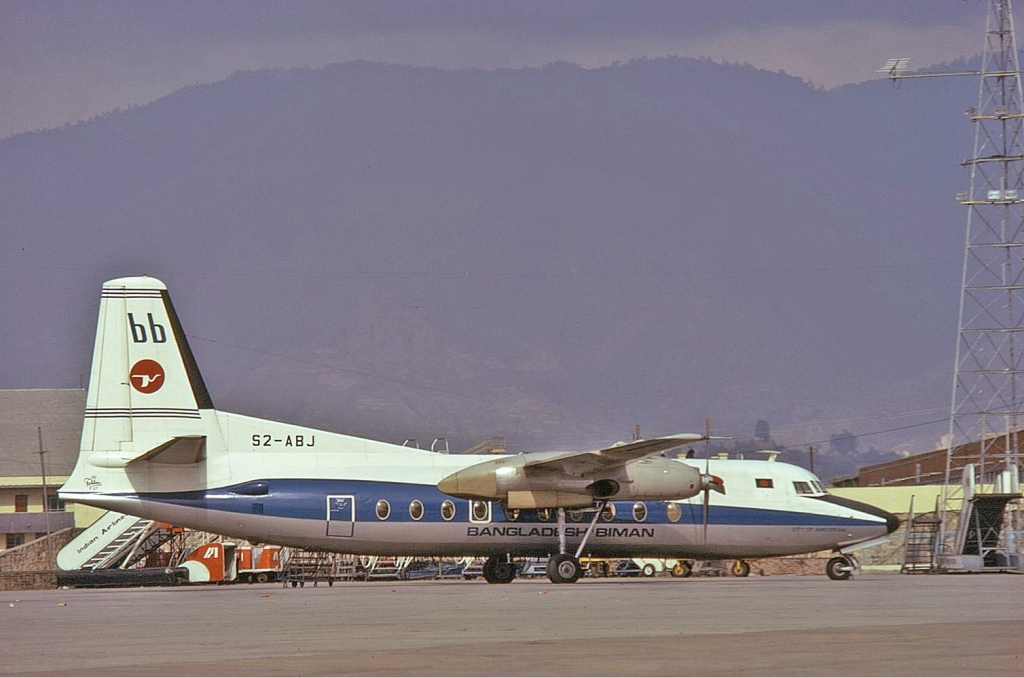
Die am 5. August 1984 verunglückte Fokker F27 S2-ABJ im Jahr 1974

- Am 10. Februar 1972 verunglückte eine Douglas DC-3 (Luftfahrzeugkennzeichen unbekannt) auf einem Trainingsflug nahe Dhaka. Die 5 Besatzungsmitglieder an Bord kamen ums Leben.[16]

- Am 18. November 1979 musste eine Fokker F-27-200 (S2-ABG) infolge eines Triebwerksausfalls während eines Testfluges auf einem Acker notlanden und wurde dabei irreparabel beschädigt. Es befand sich nur die Besatzung an Bord, die den Vorfall überlebte.[17]

- Am 3. April 1980 verunglückte eine Boeing 707-300C (S2-ABQ) beim Start in Singapur. Kurz nachdem die Maschine abgehoben hatte, schlug sie infolge eines Ausfalls aller vier Triebwerke auf der Startbahn auf. Als mögliche Ursache gilt ein fehlerhaft durchgeführter Startabbruch seitens der Piloten. Alle 74 Menschen an Bord überlebten, die Maschine wurde irreparabel beschädigt.[18]

- Am 5. August 1984 verunglückte eine weitere Fokker F-27-600 (Kennzeichen S2-ABJ) aus Chittagong kommend beim Landeanflug auf Dhaka. Nach bereits zwei missglückten Landeversuchen schlug die Maschine beim dritten 550 Meter vor der Landebahn auf dem Wasser auf, wobei alle 49 Menschen an Bord ums Leben kamen.[19]

- Am 22. Dezember 1997 schlug eine Fokker F28-4000 (S2-ACJ) der Biman Bangladesh Airlines aus Dhaka kommend kurz vor der Landebahn in Sylhet auf einem Feld auf, alle 89 Menschen an Bord überlebten.[20]

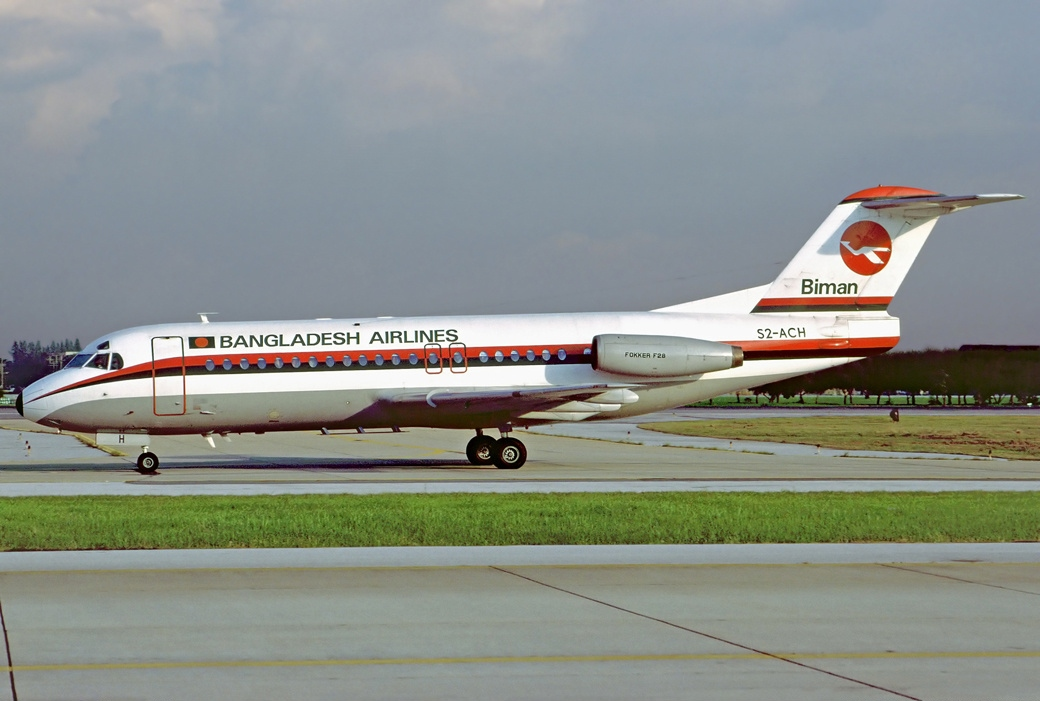
Die am 8. Oktober 2004 verunglückte Fokker F28 S2-ACH im Jahr 1995

- Am 8. Oktober 2004 schoss eine weitere Fokker F28-4000 (Kennzeichen S2-ACH) mit 4 Besatzungsmitgliedern und 79 Passagieren an Bord auf dem Biman-Bangladesh-Airlines-Flug 601 bei der Landung auf dem Flughafen Sylhet über die regennasse Landebahn hinaus in einen Kanal und wurde irreparabel beschädigt; es gab jedoch keine Todesopfer.[21]

- Am 1. Juli 2005 kam eine McDonnell Douglas DC-10-30ER der Biman Bangladesh Airlines (S2-ADN) mit 216 Menschen an Bord auf dem Biman-Bangladesh-Airlines-Flug 048 bei der Landung aus Dubai kommend in Chittagong während schlechten Wetters von der Landebahn ab und blieb im Schlamm stecken. Alle Menschen an Bord überlebten, die schwer beschädigte Maschine wurde ausgemustert.[22]

- Am 12. März 2007 kollabierte während des Starts eines Airbus A310-300 der Biman Bangladesh Airlines (S2-ADE) auf dem Flughafen Dubai das Bugfahrwerk. Es gab keine Opfer unter den 250 Menschen an Bord, jedoch wurde die Maschine irreparabel beschädigt und später verschrottet.[23]

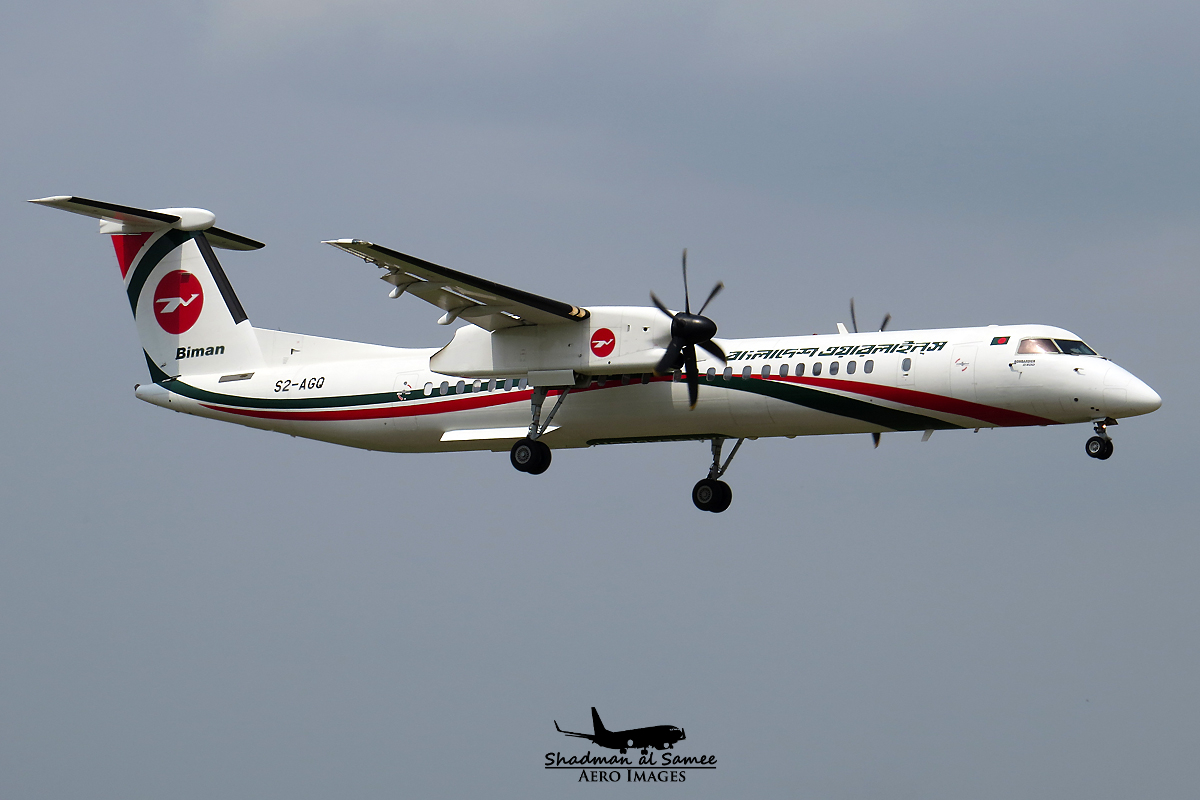
Die im Mai 2019 verunglückte De Havilland DHC-8-400 S2-AGQ im Jahr 2015

- Am 24. Februar 2019 wurde eine Boeing 737-800 der Biman Bangladesh Airlines (S2-AHV) auf dem Weg von Dhaka nach Chittagong entführt. Der Entführer verlangte mit der Premierministerin zu sprechen. In Chittagong wurde das Flugzeug gestürmt und der Täter erschossen. Die 147 weiteren Insassen blieben unversehrt.[24]

- Am 8. Mai 2019 verunglückte eine De Havilland DHC-8 der Biman Bangladesh Airlines (S2-AGQ) bei der Landung in Rangun in Myanmar. Alle 33 Insassen überlebten den Zwischenfall leicht verletzt, bei dem das Flugzeug in drei Teile zerbrach (siehe auch Biman-Bangladesh-Airlines-Flug 60).[25][26]